# وان جيولوجي
وان جيولوجي (OneGeology) هو مشروع تعاوني دولي في مجال الجيولوجيا يحظى بدعم 113 دولة ومنظمة اليونسكو وهيئات دولية رئيسية في مجال العلوم الجيولوجية. ويمثل إحدى المبادرات الرائدة للسنة الدولية لكوكب الأرض التي تهدف إلى إتاحة الفرصة للجميع للوصول عبر الإنترنت إلى خريطة جيولوجية رقمية ديناميكية للعالم. ويستخدم المشروع لغة ترميز النصوص الجديدة GeoSciML ويستهدف مبدئيًا مقياسًا يبلغ حوالي 1:1 مليون. وربما تكون استخدامات التدفق التحتي لتحديد المناطق المناسبة للتنقيب عن النفط والغاز والمناجم أو المناطق التي تتعرض لمخاطر الانهيارات الأرضية أو الزلازل، وذلك للمساعدة في فهم التكوينات التي تقوم بتخزين المياه الجوفية الصالحة للشرب أو الري، وللمساعدة في تحديد أماكن الصخور المسامية المناسبة لدفن انبعاثات الغازات الدفيئة. وتم إطلاق موقع المشروع في 6 أغسطس 2008 في المؤتمر الجيولوجي الدولي (IGC) الثالث والثلاثين بالعاصمة أوسلو، النرويج.

## وصلات خارجية
- OneGeology - Making Geological Map Data for Earth Accessible